# 고추참치 (노래)
〈고추참치〉는 돌카스의 첫 번째 싱글인 <돌카스 1st Album-고추참치>에 수록된 음악이다.

## 개요
창조도시에서 활동하던 상혁군의 노래를 돌카스가 편곡, 작사 하여 부른 노래로 한 무단으로 제작한 플래시 애니메이션이 인터넷에 널리 퍼져서 유명해졌다.
또한 2020년 7월 경 동원그룹과 소속사가 협업을 하여 리메이크 버전과 광고로도 제작되었다.

## 작곡자의 다른 작품
- 다른 작품으로는 《도리토스송》, 《재미난 CD굽기》, 《돌카스 파티션 참사》, 《해커에 대한 격노》, 《제로스진 헐뜯기》,《개학의 두려움》,《나는 감자튀김을 좋아해》등이 있다.

## 보도 자료
- 집콕 MZ세대 흥 폭발…마성의 고추참치송·빙그레우스[언박싱], 헤럴드경제, 2020년 9월 24일